# 달 (가수)
달(1992년 ~ )은 대한민국의 래퍼다.

## 방송
- PRODUCE 101 (2016) - 발표순위 74위

## 음반
- FIREWORKS (2016)